# Senat von Nevada

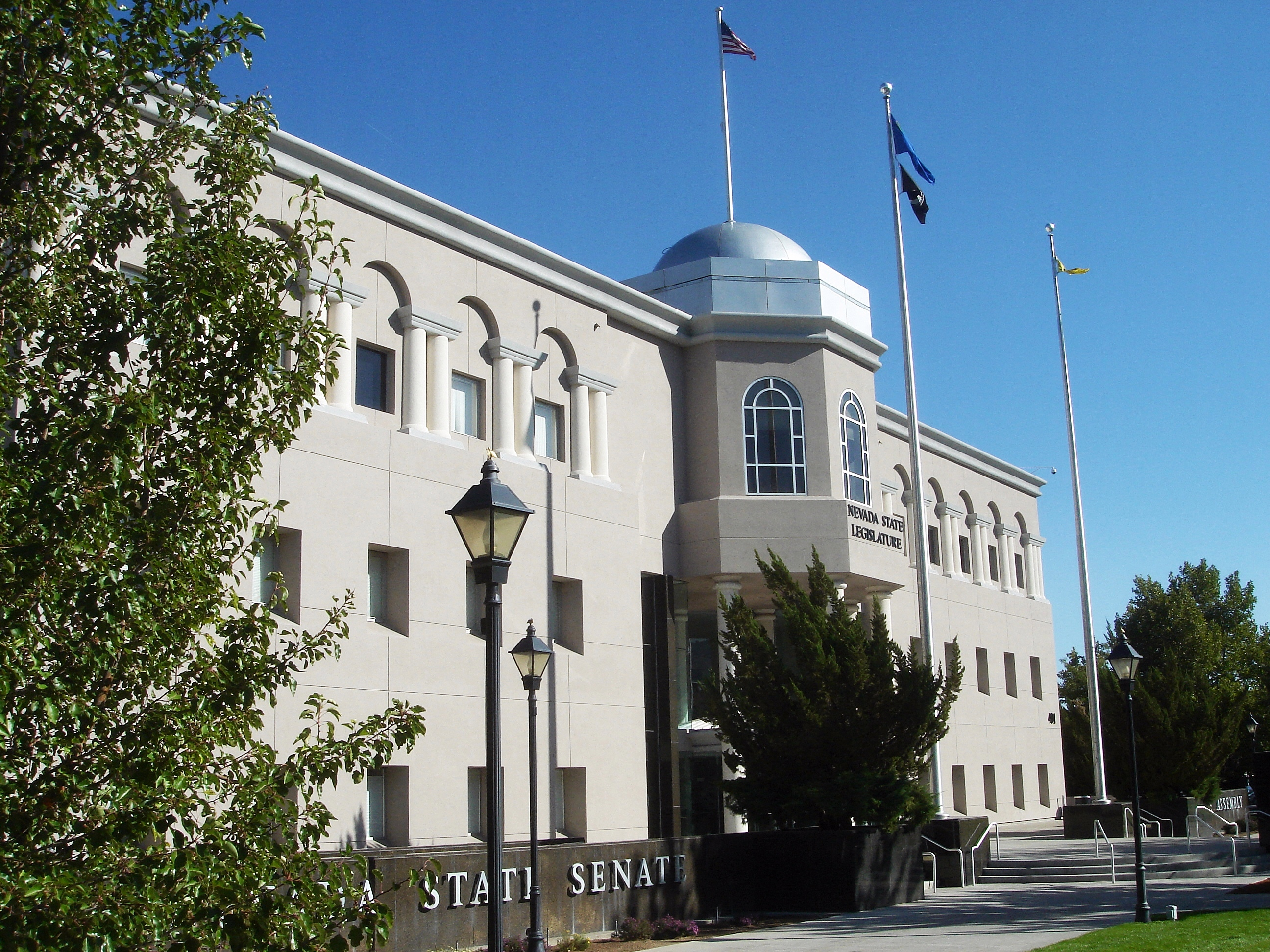
Nevada Legislature Building

Der Senat von Nevada (Nevada State Senate) ist das Oberhaus der Nevada Legislature, der Legislative des US-Bundesstaates Nevada.
Die Parlamentskammer setzt sich aus 21 Senatoren zusammen, die 2012–2021 in Einpersonenwahlkreise gewählt werden, wobei alle 2 Jahre die Hälfte der Senatoren für eine Amtszeit von 4 Jahren gewählt werden.
Zwischen 2002 und 2011 wurden diese in 19 Mehrpersonenwahlkreise gewählt. Jeder Wahlkreis umfasst zurzeit etwa 128.000 Bewohner. Es existiert eine Beschränkung der Amtszeit auf drei Amtsperioden (12 Jahre).
Der Sitzungssaal des Senats befindet sich gemeinsam mit der Assembly im Legislature Building neben dem Nevada State Capitol in der Hauptstadt Carson City.

## Aufgaben des Senats
Wie in den Oberhäusern anderer Bundesstaaten und Territorien sowie im US-Senat fallen dem Senat von Nevada im Vergleich zum Repräsentantenhaus spezielle Aufgaben zu, die über die Gesetzgebung hinausgehen. So obliegt es dem Senat, Nominierungen des Gouverneurs in dessen Kabinett, weitere Ämter der Exekutive sowie Kommissionen und Behörden zu bestätigen oder zurückzuweisen.

## Struktur der Kammer
Präsident des Senats ist der jeweils amtierende Vizegouverneur. An Abstimmungen nimmt er nur teil, um bei Pattsituationen eine Entscheidung herbeizuführen. In Abwesenheit des Vizegouverneurs steht der jeweilige Präsident pro tempore den Plenarsitzungen vor. Dieser wird von der Mehrheitsfraktion des Senats gewählt und später durch die Kammer bestätigt. 